# Sympagurus pictus
Sympagurus pictus is een tienpotigensoort uit de familie van de Parapaguridae. De wetenschappelijke naam van de soort is voor het eerst geldig gepubliceerd in 1883 door Smith.